# 罗宾·弗莱彻
罗宾·弗莱彻（英語：Robin Fletcher，1922年5月30日—2016年1月15日），英国前男子曲棍球运动员。他曾代表英国国家队参加1952年夏季奥林匹克运动会曲棍球比赛，结果队伍获得一枚铜牌法。